# SIA "Gulbenes - Alūksnes bānītis"

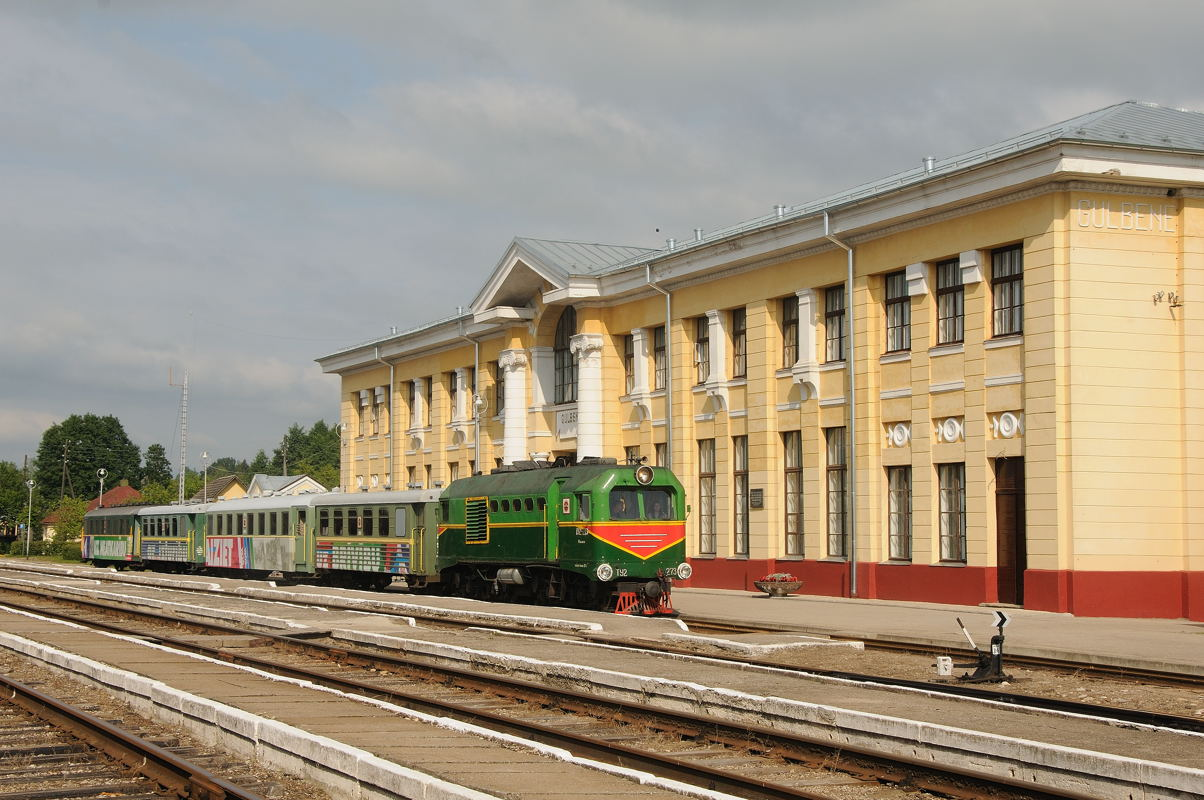
Smalspoortrein van Gulbenes-Alūksnes banitis op het station van Gulbene.

Gulbenes-Alūksnes banitis is een private spoorwegonderneming, welke sinds 3 januari 2002 de exploitatie van de 750 mm smalspoorlijn tussen Gulbene en Alūksne verzorgd. Voorheen werd deze spoorlijn door de Letse spoorwegen Latvijas Dzelzceļš (LDz) geëxploiteerd. 
De spoorwegonderneming richt zich niet alleen op toeristen, maar ook op dagelijkse reizigers.
De treinen bestaan uit een in Rusland gebouwde diesellocomotief van het type TU2 en in Rusland en Polen gebouwde rijtuigen. Voor toeristische treinen beschikt men ook over een tweetal stoomlocomotieven. Jaarlijks vindt op de eerste zaterdag in september het Banitis Festival plaats met diverse activiteiten op en rond de spoorlijn, waar grote aantallen bezoekers op af komen.